# Sarkel

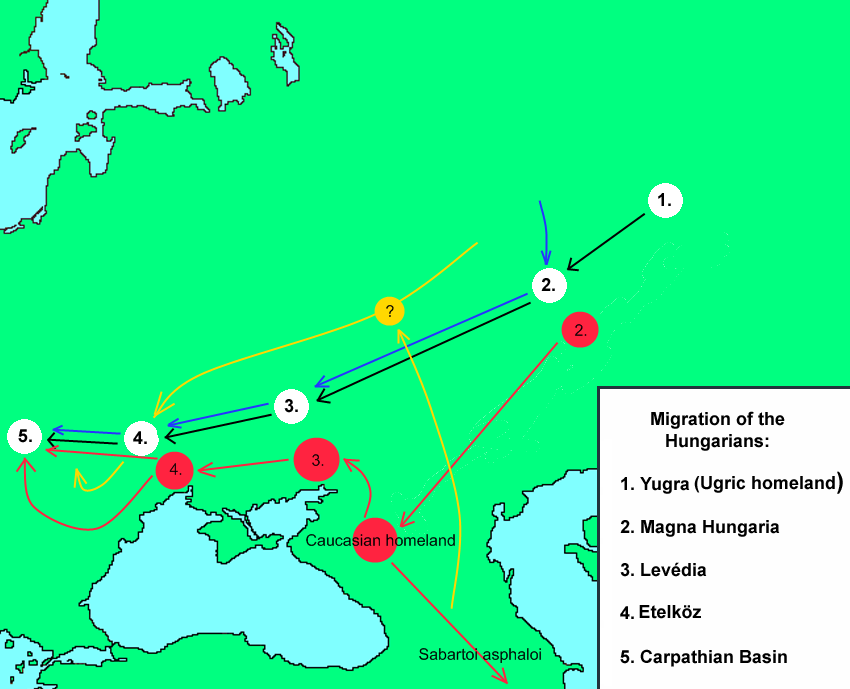
Migrazione degli Ungari

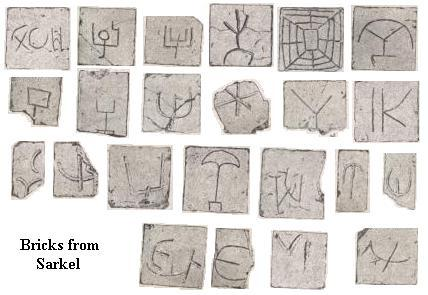
Turkic Tamgas su alcuni mattoni provenienti da Sarkel

Sarkel (o Sharkil, letteralmente casa bianca in cazaro), riportata dalle antiche cronache rus' come Bělaja Veža (in antico slavo Бѣлая вежа, ovvero Torre Bianca), era un'ampia fortezza in calcare e mattoni nell'attuale Oblast' di Rostov in Russia, sulla riva sinistra del basso Don.
Fu costruita dai Cazari, con l'assistenza bizantina negli anni 830 od 840. Deve il suo nome ("casa bianca") a causa della pietra calcarea utilizzata nella sua costruzione.

## Località
Sarkel fu eretta su una collina sulla riva sinistra del Don. Oggi si trova sommersa dall'acqua, a causa della costruzione del lago artificiale di Cimljansk.
Attraverso il fiume Don da Sarkel, sulla riva destra, vi era un'altra grande fortezza cazara più o meno contemporanea a Sarkel. Il nome della località era Pravoberežnoje Cimljanskoe (in lingua russa, Правобережное Цимлянское городище) sebbene il suo antico nome non sia noto.. Essa è ancora là, sulla riva destra più alta, sebbene abbia patito dell'erosione dovuta allo sconfinamento delle acque.

## Costruzione
Sarkel fu costruita per proteggere il confine nordoccidentale dello stato cazaro nell'833. Il Cazari chiesero al loro alleato bizantino, l'imperatore Teofilo, ingegneri per la fortificazione della loro capitale e Teofilo inviò loro il proprio ingegnere capo, Petronas Kamateros. In cambio di questo servizio, il khagan cazaro cedette loro Chersonesos Taurica più alcune altre terre in Crimea.
Gli storici non sono stati in grado di appurare perché una tale fortezza fosse stata eretta sul Don. Essi ritengono generalmente che la costosa costruzione fosse dovuta al sorgere di un forte potere locale che era diventato una minaccia per i Cazari. Gli storici Alexander Vasiliev e Georgij Vernadskij, tra gli altri, sostengono che Sarkel fu eretta per difendere un vitale portage tra il Don e il Volga dal Khaganato di Rus'. Altri storici credono che questo sistema di governo si trovasse molte centinaia di miglia a nord. Un'altra potenza nascente, quella degli Ungari, non minacciava particolarmente i Cazari fin tanto che questi pagavano il loro tributo al khagan.
Costantino VII Porfirogenito scrive nella sua opera De Administrando Imperio che i Cazari chiesero all'imperatore Teofilo di far costruire per loro la fortezza di Sarkel. Il suo scritto è collegato agli Ungari sulla base che la nuova fortezza dovesse essere diventata necessaria a causa della comparsa di un nuovo nemico dei Cazari, a differenza di altri popoli dell'epoca. Nel X secolo un esploratore persiano e il geografo Ahmad ibn Rustah sostennero che i Cazari si trincerarono contri gli attacchi degli Ungari.

## Storia

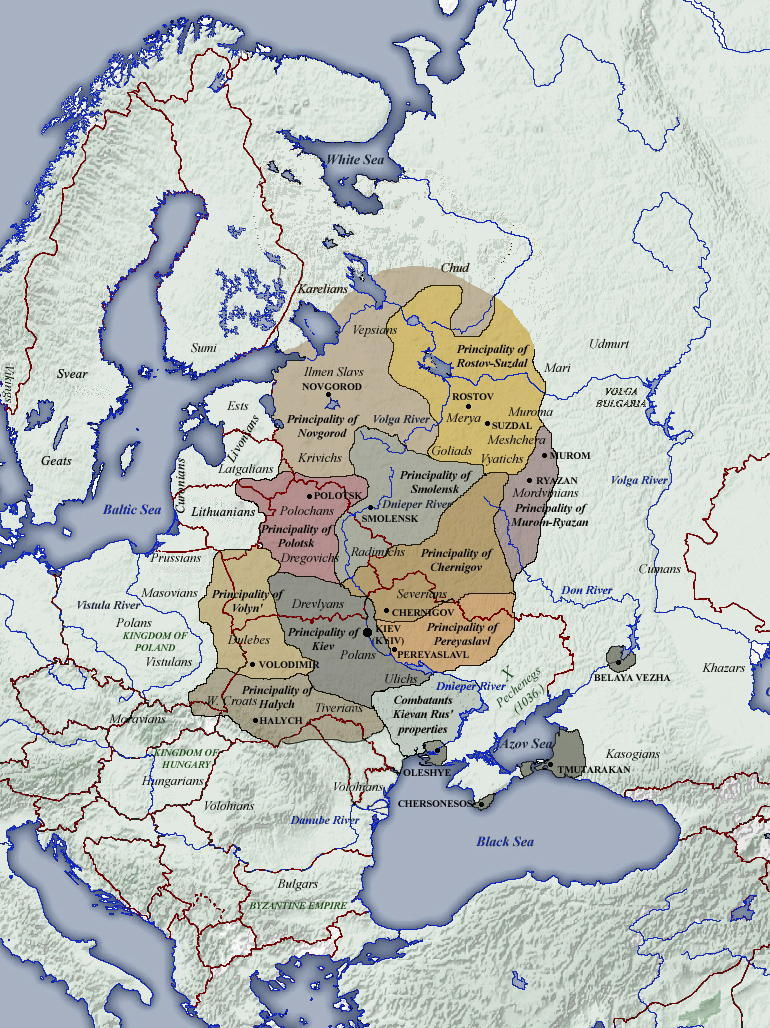
Principati della Rus' di Kiev (1054-1132).

La città fungeva da frequentato centro di commerci, poiché controllava il portage Volga-Don, che era utilizzato dai Rus' per andare dal Mar Nero al Volga e quindi al Mar Caspio e al Baltico; la via era nota come Via del Volga. Una guarnigione fortificata a Sarkel comprendeva i mercenari Oghuz e Peceneghi. La fortezza e la città di Sarkel furono catturate dalla Rus' di Kiev al comando del principe Svjatoslav I nel 965. La città fu rinominata Belaja Veža (slavo per "Torre bianca" o "Fortezza bianca") e fu occupata dagli Slavi, che vi rimasero fino al XII secolo, quando la zona fu occupata dai Kipčaki.
Mikhail Artamonov eseguì degli scavi archeologici negli anni 1930. Furono gli scavi più ambiziosi mai intrapresi in un sito cazaro. Tra i reperti cazari e rus, Artamonov scoprì delle colonne bizantine utilizzate nella costruzione di Sarkel. Il luogo è ora sommerso dal bacino di Cimljansk cosicché non vi possono più essere effettuati scavi.